# Whoopi
Whoopi  è una serie televisiva statunitense in 22 episodi trasmessi per la prima volta nel corso di una sola stagione dal 2003 al 2004. La produttrice esecutiva della serie è Whoopi Goldberg che è anche una delle protagoniste nel ruolo di Mavis Rae.
In Italia è stata trasmessa dal 6 maggio 2004 al 2005 su Jimmy.

## Trama
Mavis Rae è una supponente albergatrice che, tra una sigaretta e un bicchiere di alcool, gestisce il Lamont Hotel a New York. Quindici anni prima dell'anno di ambientazione della serie, Mavis aveva avuto un enorme successo con la canzone Don't Hide Love. Resasi conto che il suo successo iniziale era stato un effimero colpo di fortuna, Mavis aveva sfruttato le sue nuove finanze per acquistare l'hotel, sito a Manhattan. Mavis è assistita da Nasim, un iraniano, dal fratello Courtney, un conservatore repubblicano e dalla sua ragazza Rita, che parla in dialetto jive ed è raffigurata con un esagerato stereotipo urbano tipico delle persone di colore newyorchesi, nonostante sia bianca. Rita e Mavis frequentemente si scontrano nel corso della serie, portando a molti dei conflitti che compongono le trame di ogni episodio.

## Personaggi
- Rita Nash (20 episodi, 2003-2004), interpretata da	Elizabeth Regen.
- Jadwiga (19 episodi, 2003-2004), interpretata da	Gordana Rashovich.
- Sophia (18 episodi, 2003-2004), interpretata da	Mary Testa.
- Mavis Rae (15 episodi, 2003-2004), interpretata da	Whoopi Goldberg.
- Danielle (11 episodi, 2003-2004), interpretato da	Danielle Lee Greaves.
- Soo Lin (10 episodi, 2003-2004), interpretata da	MaryAnn Hu.
- Courtney Rae (5 episodi, 2003-2004), interpretato da	Wren T. Brown.
- Nasim (5 episodi, 2003-2004), interpretato da	Omid Djalili.
- Candy la prostituta (5 episodi, 2003-2004), interpretata da	Jaclynn Tiffany Brown.
- barista (2 episodi, 2003-2004), interpretato da	Vinny DeGennaro.
- Farzad (2 episodi, 2003-2004), interpretato da	Rock Kohli.
- Stan (2 episodi, 2004), interpretato da	Scott Bryce.

## Guest star
- Diahann Carroll nel ruolo della madre di Mavis, Viveca Rae (episodio Little Helper della Mamma).
- Sheryl Lee Ralph, nel ruolo dell'ex compagna della band di Mavis, Florence Lamarck (episodio: She Ain't Heavy, She's My Partner)
- Patrick Swayze nel ruolo dell'ex coreografo di Mavis, Tony (episodio The Last Dance)
- Rue McClanahan nel ruolo di un ospite dell'hotel che utilizza la marijuana con un gruppo di anziani (episodio American Woman).

## Produzione
La serie, ideata da Whoopi Goldberg, fu prodotta da Carsey-Werner-Mandabach Productions, NBC Studios e Whoop/One Ho Productions/Lil' Whoop Productions e girata nei Kaufman Astoria Studios a New York. Tra i registi della serie è accreditato Terry Hughes (6 episodi, 2003-2004).

## Distribuzione
La serie fu trasmessa negli Stati Uniti dal 2003 al 2004 sulla rete televisiva NBC. In Italia è stata trasmessa su Jimmy dal maggio del 2004 al 2005..
Alcune delle uscite internazionali sono state:
- in Sudafrica il 9 settembre 2003
- in Islanda il 3 gennaio 2004
- in Norvegia il 20 aprile 2004
- in Argentina e in Italia il 6 maggio 2004
- in Brasile il 7 giugno 2004
- in Belgio il 12 giugno 2004
- nei Paesi Bassi il 6 luglio 2004
- in Portogallo il 22 febbraio 2005
- in Germania il 9 gennaio 2006

## Episodi
| Stagione       | Episodi | Prima TV USA |
| -------------- | ------- | ------------ |
| Prima stagione | 22      | 2003-2004    |